# نيكولا غيسنر
نيكولا غيسنر هو كاتب سيناريو ومخرج سويسري، ولد في 17 أغسطس 1931 في بودابست في المجر.

## وصلات خارجية
- نيكولا غيسنر على موقع IMDb (الإنجليزية)
- نيكولا غيسنر على موقع ألو سيني (الفرنسية)
- نيكولا غيسنر على موقع أول موفي (الإنجليزية)
- نيكولا غيسنر على موقع قاعدة بيانات الأفلام السويدية (السويدية)
- نيكولا غيسنر على موقع قاعدة بيانات الفيلم (الإنجليزية)
- نيكولا غيسنر على موقع كينوبويسك (الروسية)